# Foča

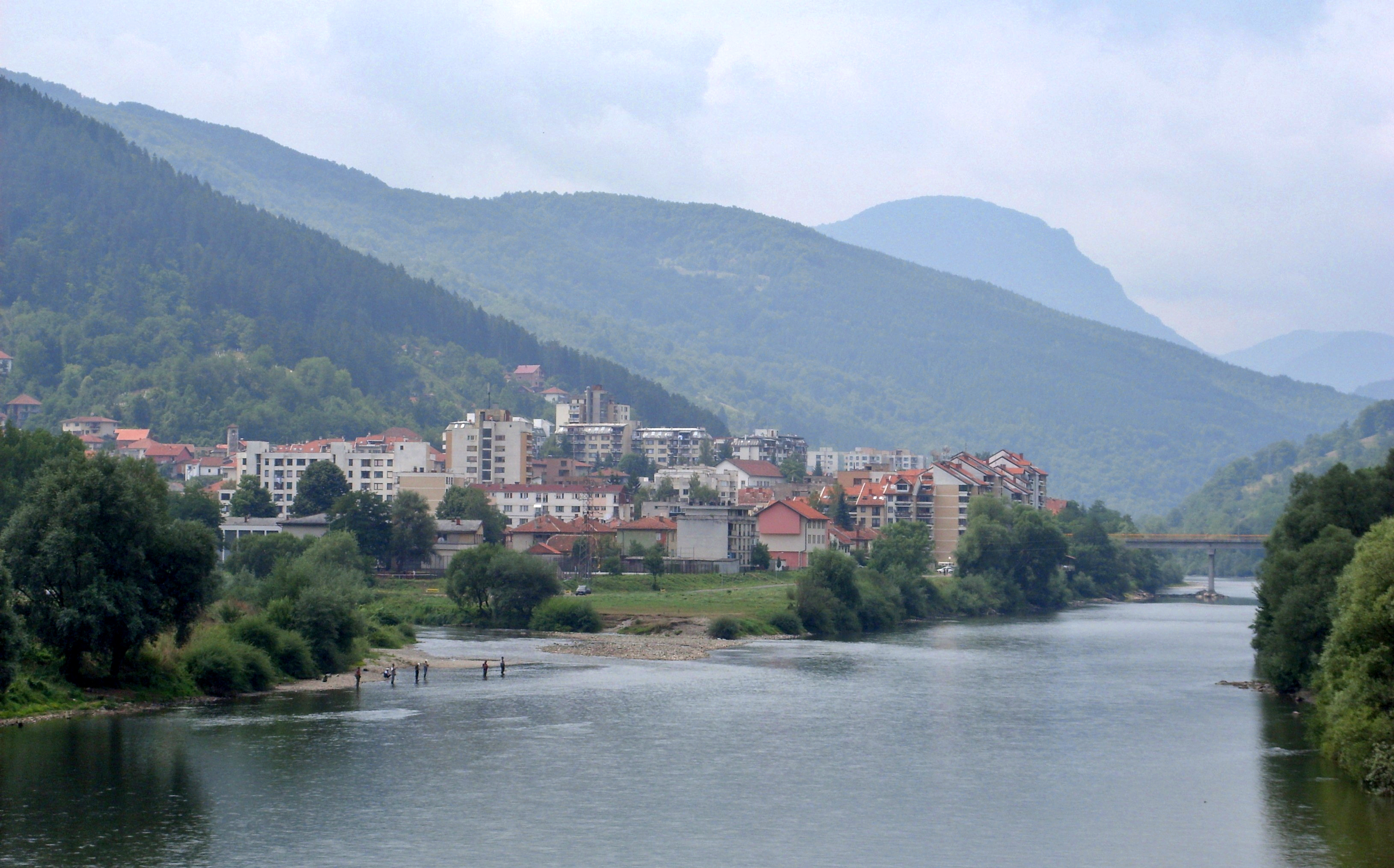
Blick auf Foča mit der Drina

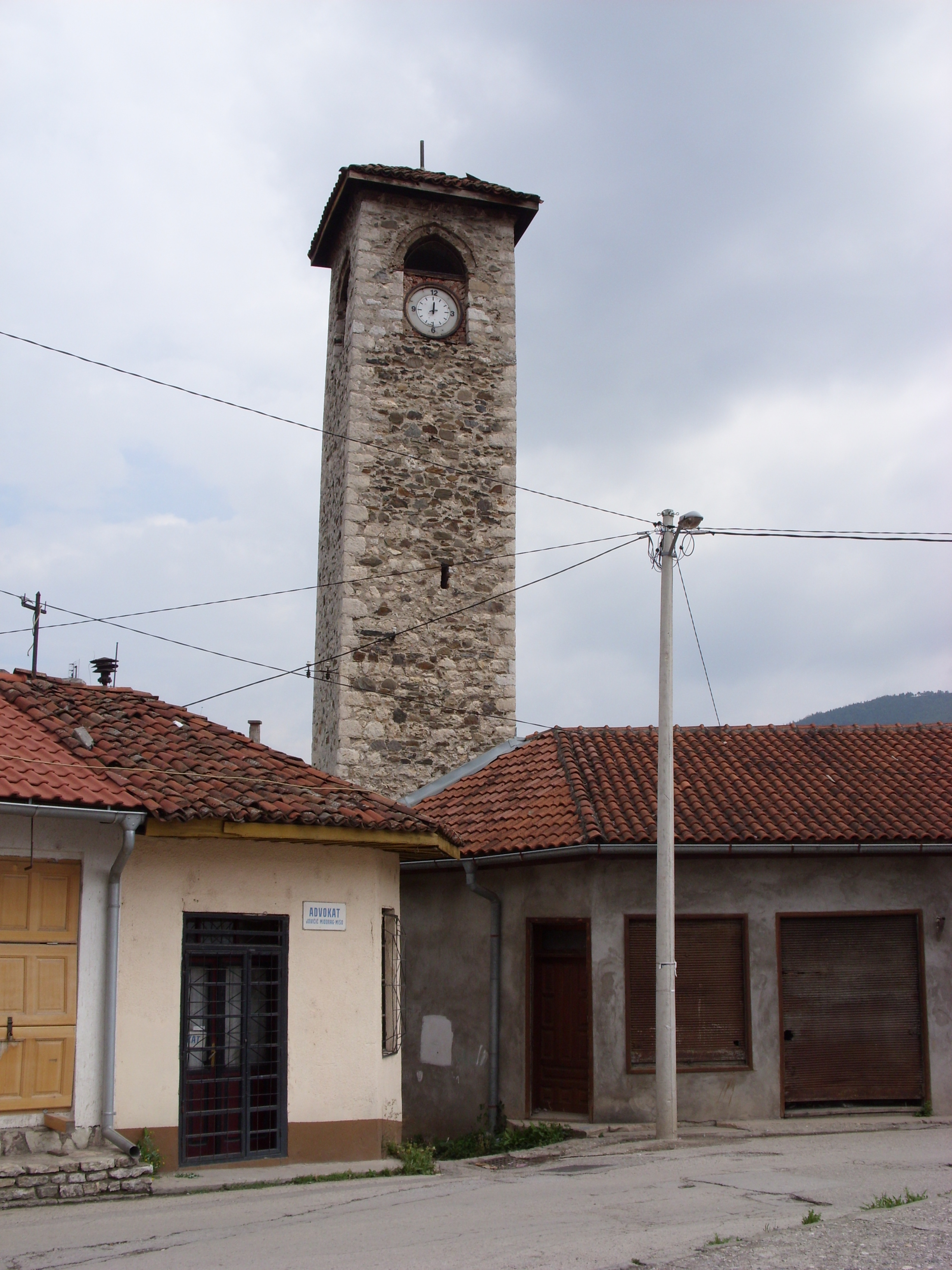
Der Uhrturm von Foča

Foča (serbisch-kyrillisch Фоча) ist eine Stadt und Gemeinde im Osten von Bosnien und Herzegowina. Die Gemeinde gehört zur Republika Srpska, umfasst eine Fläche von 1180 Quadratkilometern und grenzt an Montenegro. Sie hatte bei der Volkszählung von 1991 40.513 Einwohner. Nach der Volkszählung 2013 leben nur noch etwa 18.500 Einwohner in der Gemeinde.
Im Nordosten der Gemeinde Foča befindet sich die Gemeinde Foča-Ustikolina mit einer Fläche von 180 Quadratkilometern und etwa 2500 Einwohnern, die früher zur Gemeinde Foča gehörte und mit dem Dayton-Vertrag zur Föderation Bosnien und Herzegowina kam.

## Geografie
Die Stadt Foča liegt in einer gebirgigen und zumeist bewaldeten Region an der Mündung der Ćeotina in die Drina auf einer Höhe von etwa 400 Meter über dem Meeresspiegel. Die umliegenden Gebirge erreichen mit dem Berg Maglić Höhen bis zu 2386 Meter. Dieser Berg stellt zugleich die höchste Erhebung des Landes dar. Zum Gebiet der Gemeinde zählt der Nationalpark Sutjeska, zu dem neben einer durch den gleichnamigen Fluss gebildeten langgestreckten Schlucht mit dem Perućica genannten Waldgebiet einer der letzten Urwälder in Europa gehört. Hauptort des Nationalparks ist Tjentište.

## Geschichte

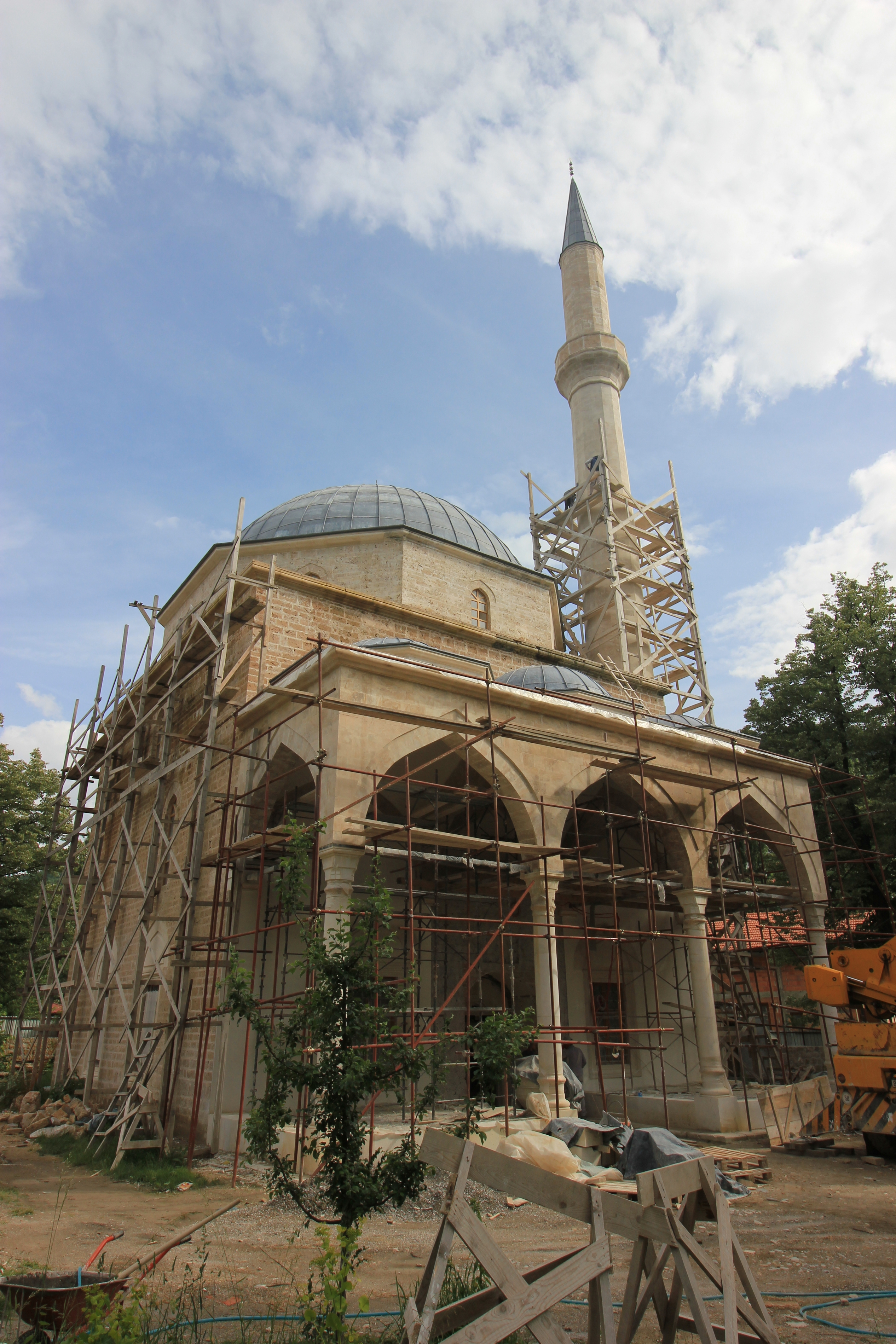
Die wieder aufgebaute Aladža-Moschee

Im Mittelalter trug die Stadt den Namen Hvoča (Хвоча). Zu dieser Zeit war sie ein Zentrum auf der Handelsstraße zwischen Ragusa und Konstantinopel. Seit 1470 war Foča Sitz des Herzegowinischen Sandschak. Aus der Zeit der Herrschaft des Osmanischen Reichs (15. bis 19. Jahrhundert) stammen zahlreiche beachtenswerte Bauwerke, so die Aladža-Moschee aus dem Jahr 1551, die als eine der schönsten Europas galt.
Während des Zweiten Weltkriegs befand sich in Foča vom 25. Januar 1942 bis zum Rückzug am 10. Mai 1942 das Oberkommando der jugoslawischen Partisanen. Im späteren Jahresverlauf wurde die Gegend um Foča, Čajniče um Pljevlja zum Schauplatz von Massakern, ausgeführt von serbischen sogenannten Tschetniks an muslimischen Bosniaken. Befohlen von Draža Mihailović fielen diesen Massakern zwischen August 1942 und Februar 1943 insgesamt etwa 11.000 Menschen zum Opfer; der weit überwiegende Teil davon waren alte Männer, Frauen und Kinder. Nach eigenen Berichten der Täter wurden dabei alle bosniakischen Dörfer in den Bezirken dem Erdboden gleichgemacht.
Daneben war die Gemeinde Schauplatz der Sutjeska-Schlacht zwischen jugoslawischen Partisanen und der deutschen Wehrmacht. Ein Denkmal in der Nähe des Dorfes Tjentište erinnert an die dabei getöteten Partisanen.

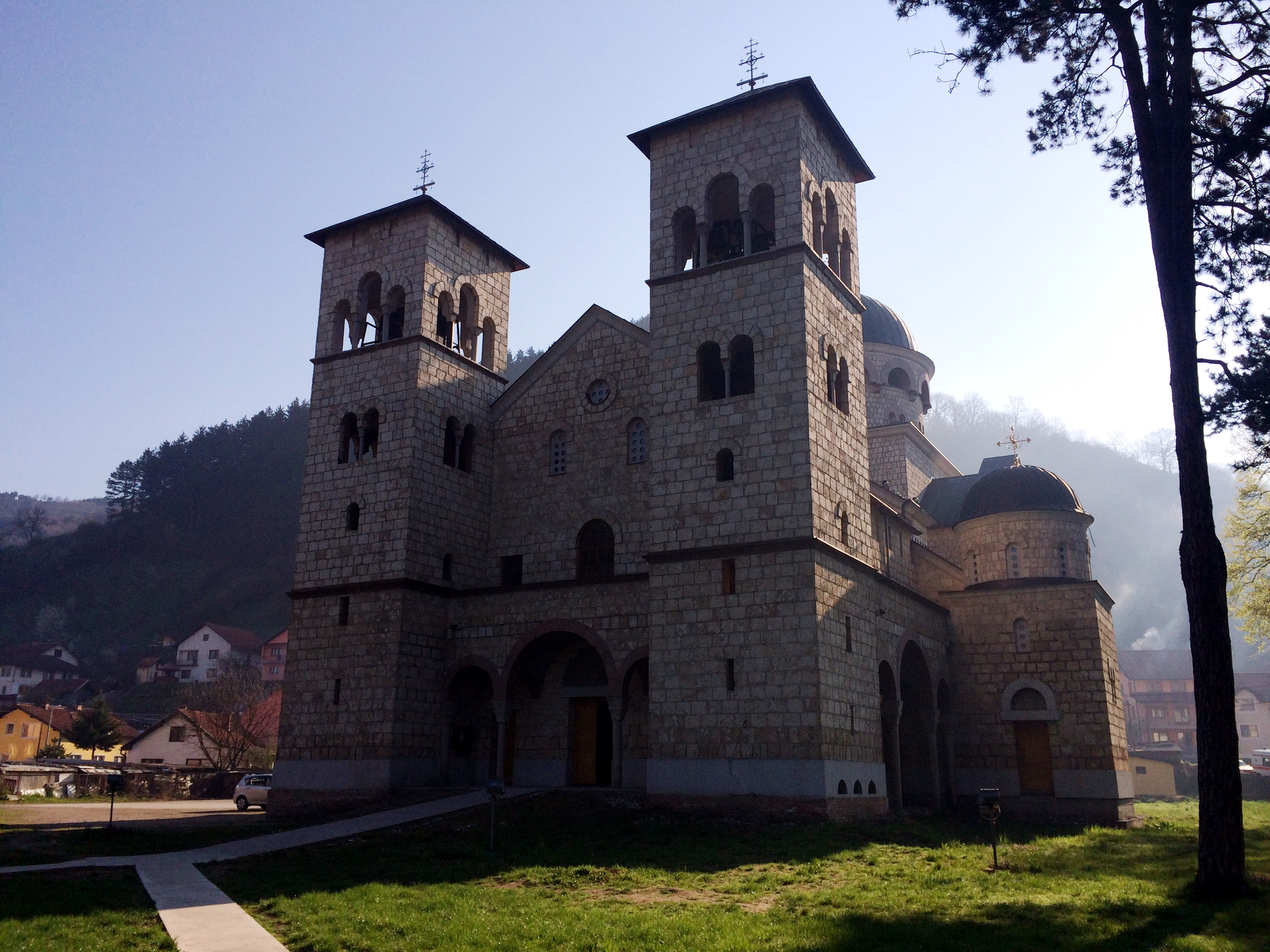
Die Serbisch-orthodoxe Kirche Hl. Sava im Stadtzentrum von Foča

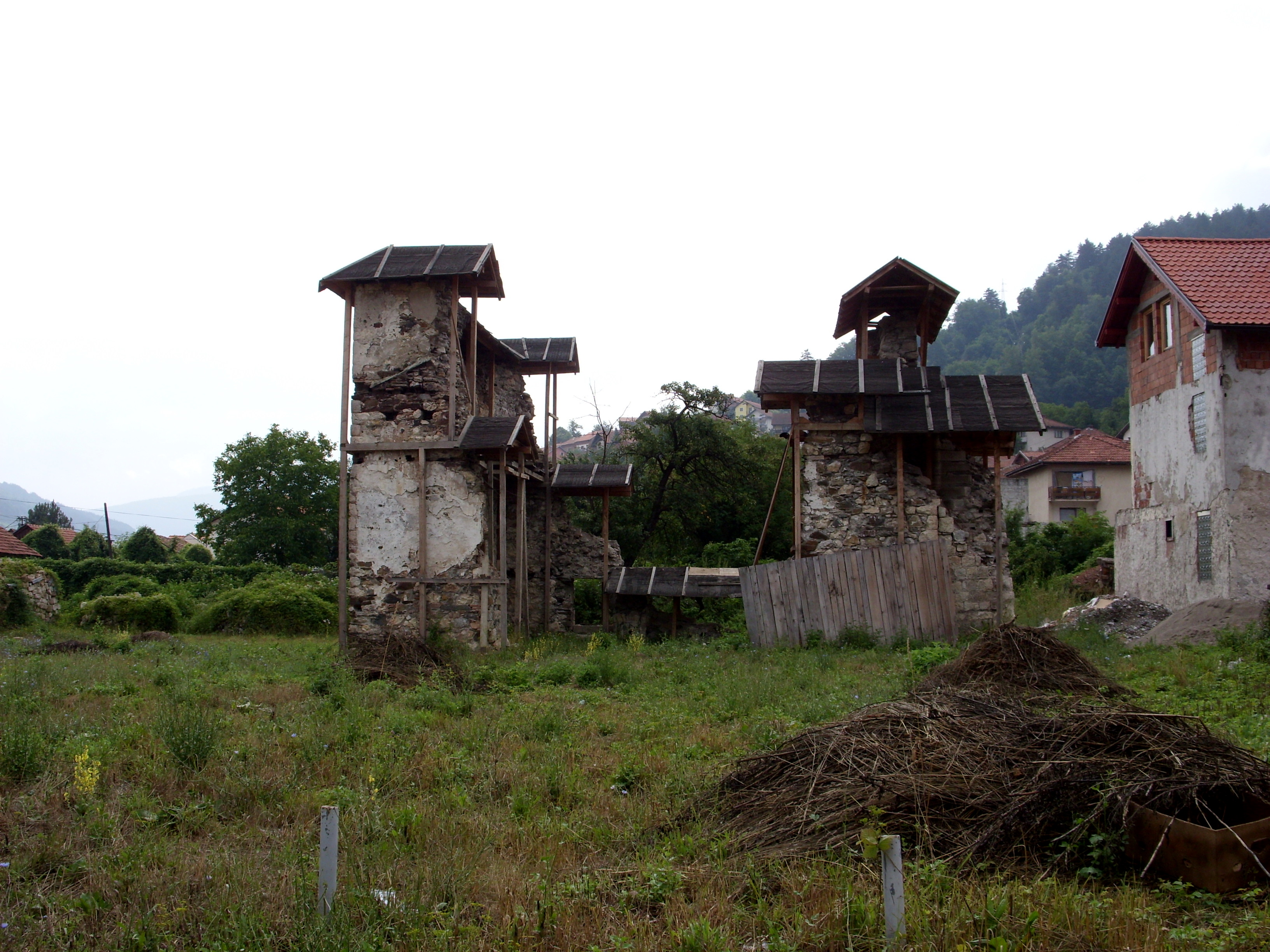
Überreste der am 28. Mai 1992 gesprengten Mehmed-Pascha-Kukavica-Moschee im Stadtzentrum

Bereits mit Beginn der Auseinandersetzungen im Zuge des Bosnienkrieges kam Foča im April 1992 unter die Kontrolle bosnisch-serbischer Truppen. Der größte Teil der nicht-serbischen Bevölkerungsmehrheit wurde vertrieben oder ermordet. Am 22. April 1992 wurde die Aladža-Moschee gesprengt, acht weitere Moscheen aus dem 16. und 17. Jahrhundert wurden im Laufe von April und Mai durch Beschuss oder gezielte Sprengungen zerstört oder schwer beschädigt. Kurz danach wurde die Stadt in Srbinje (auf Deutsch etwa Ort der Serben) umbenannt. Diese Umbenennung wurde 2004 auf Beschluss des Verfassungsgerichts von Bosnien und Herzegowina rückgängig gemacht.
Die Aladža-Moschee wurde bis zum Frühjahr 2019 originalgetreu wieder aufgebaut. Im Stadtzentrum von Foča wurde von 2006 bis 2012 die noch im Inneren nicht fertiggestellte serbisch-orthodoxe Kirche Hl. Sava erbaut. Sie ist die größte orthodoxe Kirche Bosniens und der Herzegowina.

## Bevölkerung
Entsprechend der 1991 durchgeführten Volkszählung hatte die Gemeinde Foča zu diesem Zeitpunkt 40.513 Einwohner. Die setzten sich zusammen aus:
- Bosniaken: 20.898 (51,58 %)
- Serben: 18.339 (45,27 %)
- Jugoslawen: 448 (1,11 %)
- Kroaten: 104 (0,26 %)
- andere: 73

Die Stadt Foča selbst hatte eine Bevölkerung von 16.628 Einwohnern. Darunter waren:
- Serben: 8.713 (52,39 %)
- Bosniaken: 7.029 (42,27 %)
- andere: 886 (5,34 %)

Seit dem Bosnienkrieg sind die meisten Einwohner bosnische Serben, von denen ein großer Teil aus Sarajevo und anderen Gebieten der heutigen Föderation Bosnien und Herzegowina zugezogen ist. Laut Zensus 2013 bezeichneten sich 91,5 % der Einwohner als Serben und nur noch 6,9 % als Bosniaken.

## Persönlichkeiten
- Adil Zulfikarpašić (1921–2008), Politiker, Geschäftsmann und Philanthrop
- Veselin Ðuho (* 1960), Wasserballspieler
- Milomir Kovač (1962–2022), Tierarzt, Chirurg und Autor
- Milan Lukić (* 1967), Mitglied der Beli Orlovi und verurteilter Kriegsverbrecher
- Jasna Fazlić (* 1970), Tischtennisspielerin
- Božo Vrećo (* 1983), nichtbinärer Sänger
- Edin Bavčić (* 1984), Basketballspieler
- Aida Hadžialić (* 1987), schwedische Ministerin
- Haris Bukva (* 1988), Fußballspieler
- Rade Krunić (* 1993), Fußballspieler